# The Lady Who Lied

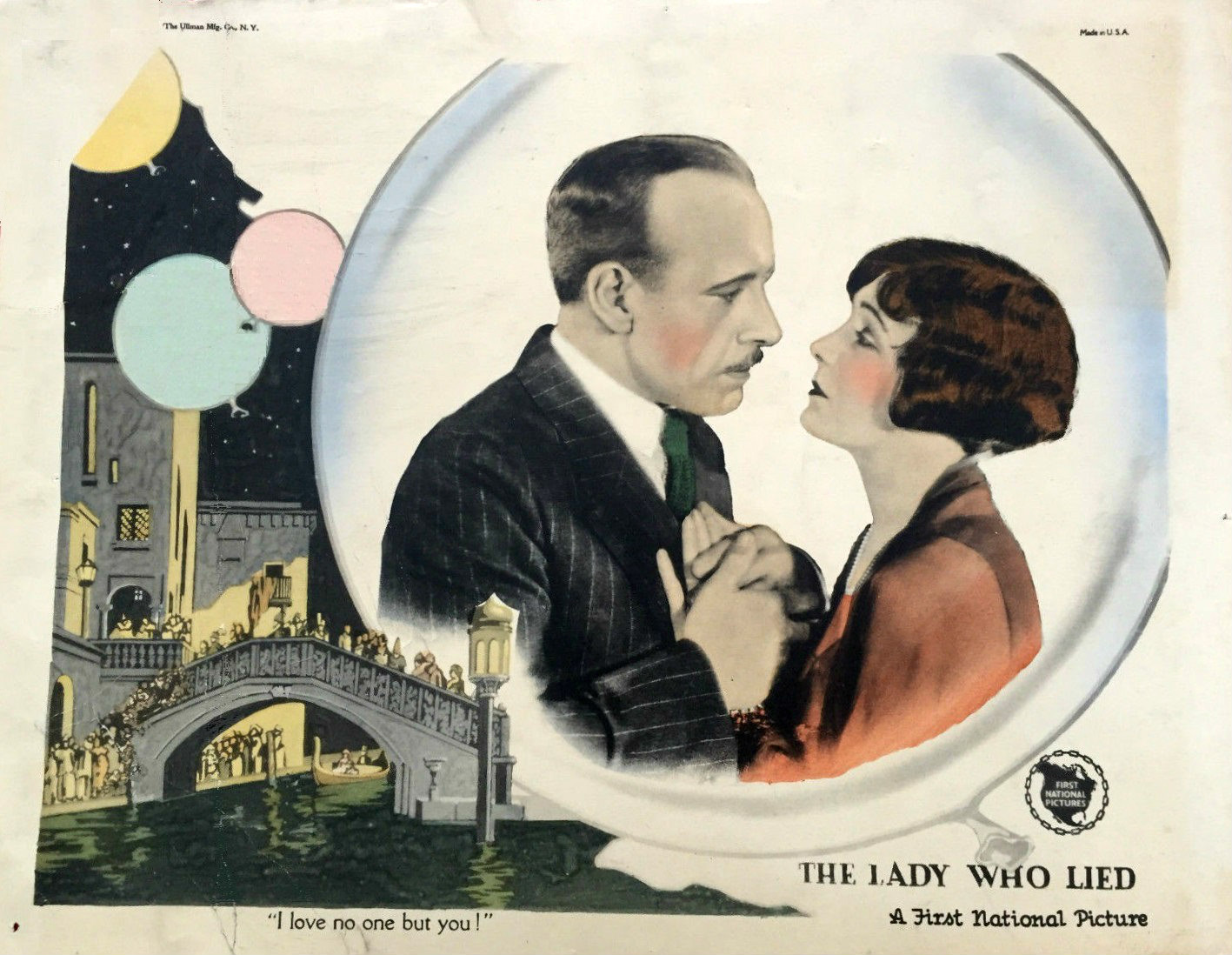
Carte promotionnelle du film

Pour plus de détails, voir Fiche technique et Distribution.
The Lady Who Lied est un film américain réalisé par Edwin Carewe et sorti en 1925. Il a été présenté lors du gala d'inauguration de l'Uptown Theatre de Chicago.

## Fiche technique
- Réalisation : Edwin Carewe
- Scénario : Madge Tyrone, Lois Leeson d'après Snake Bite de Robert Hichens
- Production : First National Pictures, Edwin Carewe
- Photographie : Robert Kurrle
- Montage : LeRoy Stone
- Durée : 8 bobines[2]
- Date de sortie : 12 juillet 1925

## Distribution

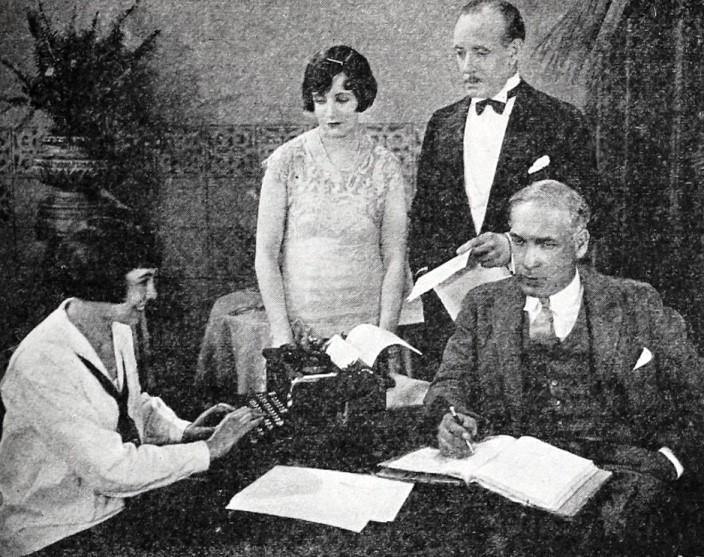
Photo du tournage du film, avec Birdie Reeve, Virginia Valli, Lewis Stone, et le réalisateur Edwin Carewe.

- Lewis Stone : Horace Pierpont
- Virginia Valli : Fay Kennion
- Louis Payne : Sir Henry Kennion
- Nita Naldi : Fifi
- Edward Earle : Alan Mortimer
- Leo White : Valet
- Purnell Pratt : Ahmed
- Sam Appel : Saad Ben Youssof
- Zalla Zarana : Zetta
- George J. Lewis : Mahmud